# Jørn Hoel
Jørn Hoel (Tromsø, 27 luglio 1957) è un cantante norvegese.

## Biografia
Varme ut av is (1987), secondo album in studio del cantante, ha raggiunto la 2ª posizione della VG-lista e gli ha fatto guadagnare un premio Spellemannprisen. L'anno successivo viene presentato un terzo disco di inediti, dal titolo Det ingen andre får, progetto che ha scalato la classifica norvegese fino al 3º posto.
Kjærlighetens teater (1991) si è collocato al 4º posto, mentre Leapin' Lizards (1993) si è posizionato 11º. Soulsville, in lizza per lo Spellemannprisen al miglior artista maschile, è diventato il suo primo LP al numero uno.
Negli anni zero sono usciti gli album En blå løk (2000), candidato per un Spellemannprisen, e På grunn av dæ (2007), arrivati rispettivamente alla 7ª e 22ª posizione in classifica. Anche la raccolta Jørn Hoels beste - Æ så mæ tilbake (2006) ha riscosso successo, rimanendo per due settimane consecutive al numero uno.

## Discografia

### Album in studio
- 1982 – Ubarbert
- 1987 – Varme ut av is
- 1988 – Det ingen andre får
- 1989 – Love Will Make You Do Things You Know Is Wrong
- 1991 – Kjærlighetens teater
- 1993 – Leapin' Lizards
- 1996 – Soulsville
- 2000 – En blå løk
- 2007 – På grunn av dæ

### Raccolte
- 2006 – Jørn Hoels heteste
- 2011 – Jørn Hoels beste - Æ så mæ tilbake

### Singoli
- 1987 – Ei hand å holde I
- 1995 – Next Time I See You
- 2009 – Hellig sted (con Anne Vada)
- 2014 – When Loving Takes Over
- 2023 – God Jul og godt nytt år (con Emil Solli-Tangen feat. Drammen Soul Children)
- 2024 – 40 and Holdin